# Carrer d'Alcalá
El carrer d'Alcalá és un dels principals carrers de Madrid, tant en tràfic com en activitat comercial. S'estén gairebé 11 quilòmetres, des del centre de Madrid cap a l'est-nord-est de la ciutat. Comença a la Porta del Sol (al km 0, origen radial de totes les carreteres d'Espanya), per acabar discorrent paral·lel a l'avinguda d'Amèrica, fins a la carretera d'accés a l'estació d'O'Donnell, cap a la meitat en termes geogràfics del districte de Sant Blas-Canillejas, al seu extrem nord, concretament al barri de Rejas. Al llarg del seu trajecte es troben alguns dels edificis i monuments més emblemàtics de Madrid com són la font de Cibeles i la Porta d'Alcalá. El carrer va ser centre del poder financer a la fi del segle xix, sent denominat com la calle de los banqueros.

## Història
El Carrer d'Alcalá és un dels més antics de Madrid. El seu naixement i el seu posterior allargament està d'acord amb el creixement de Madrid. El carrer es podia haver originat en un moment del Madrid dels Austries quan es va començar a edificar després de la Porta del Sol. Quan el carrer Major va necessitar perllongar-se fins a aconseguir el denominat camí d'Aragó. Sent en els seus temps una cañada real.

### Començaments
El seu traçat sorgeix al començament del segle XV d'un antic camí que naixia del llavors límit occidental de Madrid, la Porta del Sol (vegeu també: Història de la Puerta del Sol). La calçada conduïa cap a l'est, a la ciutat d'Alcalá d'Henares i fins a Aragó. Inicialment va rebre el nom de calle de los olivares, a causa del camp d'oliveres que travessava. Quan la reina Isabel I la Catòlica va manar talar les oliveres, a causa de la quantitat de malfactors que s'hi amagaven, el carrer va perdre la seva anterior denominació. El tram del carrer que va des del Paseo del Prado a la Porta d'Alcalá es va denominar carrer de l'almodí a causa de la presència del Reial Almodí de la Vila de Madrid. El rei borbònic Carlos III decideix construir una porta d'accés després de la seva entrada a Madrid el 9 de desembre de 1769, procedent de Barcelona. Al projecte de la nova porta es presenten l'enginyer militar José de Hermosilla, l'arquitecte Ventura Rodríguez i l'arquitecte Francisco Sabatini, sent triat el d'aquest últim. La Nova Porta d'Alcalá s'inaugura el 1778. Durant el segle xvii es van celebrar les festes de la nostra Senyora del Carme el dia 16 de juliol, posteriorment es va traslladar la revetlla al barri de Chamberí.

### Eixample de Madrid
A mesura que la població de la ciutat creixia, i especialment arran del nomenament de Madrid com a capital d'Espanya al segle xvi, les seves voreres es van anar poblant de mansions de l'aristocràcia i de convents, convertint l'antic camí en part de la ciutat. Prop dels Jardins del Buen Retiro (al costat de la Porta d'Alcalá) s´hi trobava una plaça de toros. Des del segle xv els festejos taurins se celebraven a la Plaça Major i des de començaments del segle xviii es van traslladar a aquesta zona del carrer d'Alcalá. L'any 1754 s'inaugura la plaça de toros que Fernando VI dona a la Junta d'Hospitals de la capital. El seu servei com a plaça de toros es perllonga fins a 1874 quan s'enderroca amb l'obertura d'una altra plaça al costat de la carretera d'Aragó, en funcionament fins a 1934. L'any 1931 s'inaugura la plaça Monumental de Las Ventas que comença el seu servei regular l'any 1935. En el número 34 del carrer s'edifica el 1779 la denominada Casa dels Heros, nom que es deu al seu constructor Juan Ignacio dels Heros. Sent aquest local seu del magatzem de la Real Fàbrica de Cristalls de la Granja va passar a ser residència de l'infant Sebastiá de Borbó i del pintor José Madrazo, el 1914 la seu de la Presidència del Consell (denominat en la seva època Palacio de la Presidència) i en l'actualitat la seu del Ministeri d'Educació i Ciència.
La plaça de la Independència és ideada a mitjan segle xix per l'urbanista Ángel Fernández de los Rios que durant la «Gloriosa» accedeix al càrrec de Regidor en la Presidència d'Obres. Decideix la denominació: plaza de la Independència en honor de la independència espanyola i concretament als defensors de Saragossa. Pretén descongestionar el creixent trànsit de vehicles a la Porta del Sol creant diversos centres a Madrid. El 1872 l'Ajuntament decideix realitzar la transformació proposada per Fernández de los Rios i inicia la construcció de la Plaça de la Independència juntament amb el barri de Salamanca (adjacent al carrer d'Alcalá) gràcies a la intervenció del marquès de Salamanca.
El carrer d'Alcalá acull a la fi del segle xix els millors cafès de tertúlia, així com les primeres societats. Van existir dos cafès de tertúlia importants al llarg del carrer, el Cafè de Fornos i el Cafè Suizo, situats un davant de l'altre. El 1836 comença la construcció del Casino de Madrid (número 15). El Banc de San Carlos (futur Banc d'Espanya) que tenia la seva seu al carrer Montera, trasllada la seva seu el 1825 a l'edifici propietat dels Cinc Gremis Majors de Madrid del carrer d'Atocha, que més tard passa a ser seu del nou Banc de San Fernando. Aquest banc el 1882 decideix el trasllat definitiu al palau del Marquès d'Alcañices, situat al carrer d'Alcalá adjacent al Passeig del Prado. S'inicia la construcció del que serà l'edifici del Banc d'Espanya, inaugurat el 1891. Aquest mateix any s'inaugura l'edifici de La Equitativa (número 14), propietat inicialment de la Companyia d'Assegurances La Equitativa. Convertint l'eix Porta del Sol-Plaza de la Independència al centre financer de la capital. Diversos bancs espanyols tenen les seves seus en aquest tram inicial del carrer.